# スティーブン・ノエル・ファーネス
スティーブン・ノエル・ファーネス（英:Stephen Noel Furness、1902年12月18日 - 1974年4月14日）は、イギリスの政治家である。
1935年から1945年までサンダーランドから選出され庶民院議員を務めた。また、1938年から1940年まで下級大蔵卿、1940年5月に成立した第1次チャーチル内閣では大蔵卿を務めた。